# Айбек
Айбек (літературний псевдонім Муси Ташмухаммедова; 28 грудня 1904 (10 січня 1905), Ташкент — 1 липня 1968) — узбецький радянський письменник, літературознавець. Академік Академії наук Узбецької РСР (з 1943). Депутат Верховної Ради СРСР 2-го і 5—6-го скликань.

## Життєпис
Народився в Ташкенті в родині ткача. Навчався в міській початковій школі.
У 1925 році закінчив Ташкентський педагогічний інститут. З 1925 року працював викладачем узбецької мови та літератури у технікумі міста Ташкента.
У 1930 році закінчив Середньоазіатський державний університет.
З 1930 року викладав у педагогічному, плановому та сільськогосподарському інститутах міста Ташкента.
З 1943 року — член президії Академії наук Узбецької РСР, очолював гуманітарне відділення академії, був науковим співробітником Інституту мови і літератури Академії наук Узбецької РСР.
У 1944—1949 і 1950—1954 роках — голова правління Спілки радянських письменників Узбекистану.
Член ВКП(б) з 1947.
Помер Айбек 1 липня 1968 року. Похований у Ташкенті на Чигатайському меморіальному цвинтарі.

## Твори
Вперше виступив як поет у 1923 році. Автор поем про соціалістичні перетворення Узбекистану, тяжке минуле народу, його боротьбу за свободу. Один з основоположників узбецької радянської прози. Широко відомий історичний роман «Навої» (1945; Сталінська премія, 1946). Трудовим подвигам бавовнярів присвячений роман «Вітер золотої долини» (1950), героїці німецько-радянської війни — роман «Сонце не згасне» (1958).
Перекладач О. Пушкіна, Лєрмонтова, Гете.
- Українські переклади:
  - В книзі: Зі Сходу на Захід. К., 1947;
  - Навої. К., 1950;
  - Вітер золотої долини. К., 1956;
  - Дитинство. К., 1965 (переклав Віктор Муха);
  - Священна кров. К., 1971.
- Російські переклади:
  - Избранные произведения. В двух томах. М., 1958.

## Нагороди, премії та вшанування
- два ордени Леніна
- орден «Знак Пошани» (6.12.1951)
- орден «Буюк хизматлари учун» («За видатні заслуги») (Узбекистан) (25.08.2000, посмертно)
- Народний письменник Узбецької РСР (1965)
- Сталінська премія першого ступеня (1946) — за роман «Навої» (1945)
- Державна премія Узбецької РСР імені Хамзи — за книгу «Дитинство» (1964)

На згадку про Айбека названо станцію Ташкентського метрополітену. Ім'я Айбека було присвоєно Кашкадар'їнському обласному узбецькому музично-драматичному театру та Термезькому державному педагогічному інституту.